# Хижі жуки
Хи́жі жуки́ (Adephaga) — другий за кількістю видів підряд жуків, який налічує від 40 до 50 тис. видів. До цього підряду відноситься третя за чисельністю родина жуків — туруни. Підряд сформувався на початку тріасового періоду мезозойської ери — близько 250 млн років то́му. Більшість представників підряду є хижаками, проте деякі вторинно перейшли до живлення рослинною їжею. Тривають наукові дискусії щодо монофілетичності підряду.

## Класифікація
- Родина Aspidytidae Ribera et al., 2002[1]
- Родина Meruidae Spangler & Steiner, 2005[2]
- Родина Gyrinidae Latreille, 1810
  - Підродина Spanglerogyrinae Folkerts, 1979
  - Підродина Gyrininae Latreille, 1810
- Родина Haliplidae Aubé, 1836
- Родина Trachypachidae C. G. Thomson, 1857
- Родина Noteridae C. G. Thomson, 1860
  - Підродина Phreatodytinae Uéno, 1957
  - Підродина Noterinae C. G. Thomson, 1860
- Родина Amphizoidae LeConte, 1853
- Родина Hygrobiidae Régimbart, 1878
- Родина Dytiscidae Leach, 1815
  - Підродина Copelatinae Van den Branden, 1885
  - Підродина Laccophilinae Gistel, 1856
  - Підродина Hydroporinae Aubé, 1836
  - Підродина Colymbetinae Erichson, 1837
  - Підродина Dytiscinae Leach, 1815
  - Підродина Aubehydrinae Guingot, 1942
- Родина Rhysodidae Laporte, 1840
- Родина Carabidae Latreille, 1802
  - Підродина Paussinae Latreille, 1807
  - Підродина Gehringiinae Darlington, 1933
  - Підродина Omophroninae Bonelli, 1810
  - Підродина Carabinae Latreille, 1802
  - Підродина Cicindelinae Latreille, 1802
  - Підродина Hiletinae Schiödte, 1847
  - Підродина Loricerinae Bonelli, 1810
  - Підродина Elaphrinae Latreille, 1802
  - Підродина Migadopinae Chaudoir, 1861
  - Підродина Siagoninae Bonelli, 1813
  - Підродина Scaritinae Bonelli, 1810
  - Підродина Trechinae Bonelli, 1810
  - Підродина Harpalinae Bonelli, 1810
  - Підродина Pseydomorphinae Newman, 1842
  - Підродина Brachininae Bonelli, 1810